# Siim Ala
Siim Ala (* 21. August 1987) ist ein estnischer Biathlet.
Siim Ala besuchte das Audentese Spordigümnaasium und startet für den Elva Skiclub. Er bestritt seine ersten internationalen Rennen 2008 im Rahmen des IBU-Cups und wurde in Idre 110. und 74. in Sprintrennen. Es dauerte bis 2010, dass er weitere Rennen in der Rennserie bestritt. Sein bislang bestes Resultat war ein 45. Rang in einem Einzel in Osrblie, das er 2011 erreichte. Die ersten internationalen Meisterschaften wurden die Sommerbiathlon-Weltmeisterschaften 2012 in Ufa, wo er mit einem Schießfehler 14. des Sprints wurde. Sein Debüt im Weltcup gab Siim 2013 in Oberhof, als er mit der estnischen Staffel den letzten Rang belegte.

## Biathlon-Weltcup-Platzierungen
Die Tabelle zeigt alle Platzierungen (je nach Austragungsjahr einschließlich Olympische Spiele und Weltmeisterschaften).
- 1.–3. Platz: Anzahl der Podiumsplatzierungen
- Top 10: Anzahl der Platzierungen unter den ersten zehn (einschließlich Podium)
- Punkteränge: Anzahl der Platzierungen innerhalb der Punkteränge (einschließlich Podium und Top 10)
- Starts: Anzahl gelaufener Rennen in der jeweiligen Disziplin
- Staffel: inklusive Mixed- und Single-Mixed-Staffeln

| Platzierung                    | Einzel | Sprint | Verfolgung | Massenstart | Staffel | Gesamt |
| ------------------------------ | ------ | ------ | ---------- | ----------- | ------- | ------ |
| 1. Platz                       |        |        |            |             |         |        |
| 2. Platz                       |        |        |            |             |         |        |
| 3. Platz                       |        |        |            |             |         |        |
| Top 10                         |        |        |            |             |         |        |
| Punkteränge                    |        |        |            |             | 1       | 1      |
| Starts                         |        |        |            |             | 1       | 1      |
| Stand: nach der Saison 2012/13 |        |        |            |             |         |        |